# Географија Белгије
Белгија је краљевина у северозападној Европи, у Бенелуксу. Граничи се са Холандијом, Немачком, Луксембургом и Француском и излази на Северно море. Белгија се дели на приобалне низије на северу, централни брдовити део и Арденске планине на југу. Највиши врх са 694 метра је Ботранж.

### Клима
Белгија има океанску климу; утицај ваздушних маса са Атлантика јак је у приморју и средишњем делу земље. Зиме су благе и магловите, а лета прохладна са ретким кишама. Средња јануарска температура снижава се од обале (4°C) према унутрашњости (0°C у Арденима) док је средња јулска температура највиша у средишњој Белгији (до 22°C), а најнижа у планинском подручју (14°C). Годишња количина падавина износи у приморју и средишњем делу 700-900 mm, а у Арденима до 1400 mm.

### Реке
Речна мрежа је густа. Све реке припадају сливу Северног мора. Главне су Шелда и Меза. Највиши водостај је зими када у низијском делу реке плаве околно земљиште. Велик је број канала, који осим за пловидбу служе и за наводњавање.

### Флора
Под шумом је око 21% површине земље. Природни биљни покров очуван је само у Арденима, који обилују храстовим и буковим шумама, док у низијском делу расту мешовите шуме брезе и храста. Црногоричне шуме настале су најчешће пошумљавањем пустих терена.